# Richmond (South Yorkshire)
Richmond – dzielnica w Sheffield, w Anglii, w South Yorkshire, w dystrykcie metropolitalnym Sheffield. W 2011 dzielnica liczyła 17 724 mieszkańców.